# Otakar Německý
Otakar Německý   (Nové Město na Moravě, 2 de març de 1902 - Brno, 18 de març de 1967) fou un esquiador de fons i de combinada nòrdica txecoslovac, d'origen txec, que va competir durant la dècada de 1920. Era germà del també esquiador Josef Německý.
Durant la seva carrera esportiva va prendre part en dues edicions dels Jocs Olímpics d'Hivern, el 1924 i 1928, on va disputar tant proves de la combinada nòrdica com d'esquí de fons. El seu millor resultat fou la novena posició en la combinada nòrdica als Jocs de Sankt Moritz de 1928.
Els seus millors èxits esportius els aconseguí al Campionat del Món d'esquí nòrdic, on guanyà dues medalles d'or i una de plata en les edicions de 1925 i 1927.